# Victoria Vera
Victoria Pérez Díaz, coneguda artísticament com a Victoria Vera (Madrid, 19 de febrer de 1953), és una actriu espanyola.
Va començar la seva carrera en els anys finals de la dictadura, i va ser considerada una de les muses de la transició espanyola. Ha rodat amb estrelles com Anthony Quinn, Omar Sharif i el cantant Alice Cooper, i durant els anys 80 va protagonitzar algunes de les pel·lícules més significatives del cinema espanyol com Asignatura aprobada, nominada a l'Oscar a la millor pel·lícula estrangera el 1988. A partir de la dècada de 1990 el seu treball s'ha centrat més al món de la televisió i del teatre.

## Biografia
Als cinc anys comença a estudiar ballet clàssic, i als dotze inicia els seus estudis d'interpretació a l'Escola Oficial de Cinematografia i el Teatre Estudi de Madrid. Va debutar a principis dels 70 en els escenaris i va treballar més tard amb el Teatre Experimental Independent. Va triar Vera com a cognom artístic en al·lusió a Bera, la localitat navarresa que va freqüentar en la infantesa.
En els escenaris, com a actriu professional, va debutar interpretant Anne en el paper protagonista d'El diario de Ana Frank, adaptació teatral del famós llibre. Va ser de les primeres actrius a rebel·lar-se contra la censura, protagonitzant un nu sobre les taules d'un escenari en desprendre's de l'imperdible que subjectava la túnica sobre el seu escot en l'obra ¿Por qué corres, Ulises? d'Antonio Gala. Ha continuat treballant en el teatre al llarg de tota la seva carrera.
En 1972 té lloc la seva primera aparició al cinema en la pel·lícula El mundo dentro de tres días. I després ha treballat amb llegendes del cinema com Omar Sharif, Anthony Quinn, Alida Valli, Peter Fonda, Fernando Rey i fins i tot amb el cantant de rock Alice Cooper a la pel·lícula Leviathán.
Ha estat una referència de llibertat, per la qual cosa se l'ha considerat la "musa de la Transició".

## Filmografia

### Cinema
- Muñecas, curt dirigit per Paco Pérez
- Amor, celos y Mercado Común
- El niño de su mamá, coproducció Espanya-Mèxic
- El diablo cojuelo
- Black Jack, coproducció Espanya-EUA
- El colegio de la muerte
- La desconocida
- Fulanita y sus menganos de Pedro Lazaga
- Leviathán (o Monster Dog) de Claudio Fragasso, amb Alice Cooper, coproducció EUA-Itàlia
- Panic Makers, coproducció EUA-Mèxic dirigida per R. Cardona, amb Stuart Whitman i Marisa Mell
- Testigo azul de Francisco Rodríguez
- En mil pedazos, coproducció Espanya-Mèxic
- La diputada de J. Aguirre
- Gorilas a todo ritmo, producció EUA
- Mujercitas amb Omar Sharif, producció italiana
- Acosada amb Juanjo Puigcorbé
- Mi querido ministro, coproducció URSS-Espanya (1990) dirigida per Sebastián Alarcón
- El vivo retrato de Mario Menéndez
- Mamá, levántate y anda dirigida per Andrés Velasco
- Los nuevos españoles
- Asignatura aprobada de José Luis Garci, nominada a l'Oscar el 1988.
- De profesión: polígamo
- Passió d'home, amb Anthony Quinn, dirigida per José Antonio de la Loma
- Las adolescentes de Pedro Masó.
- Family Express amb Peter Fonda, dirigida per Georges Nicolas Hayek, coproducció EUA-Itàlia
- Rebeldía amb Fernando Rey, dirigida per Andrés Velasco

### Teatre
- Salomé (2016), d'Oscar Wilde, amb direcció de Jaime Chávarri
- La decente (2008), de Miguel Mihura, amb direcció de Gustavo Pérez Puig i Mara Recatero
- La bella Dorotea (2006), de Miguel Mihura
- La canasta (2002), de Miguel Mihura
- La Serrana de la Vera de Vélez de Guevara
- Marramiau, d'Edgard Neville
- El yermo de las almas de Valle-Inclán, dirigida per Miguel Narros
- Un golpe de suerte de Juan José Alonso Millán
- En el hoyo de las agujas, monòleg de José Luis Miranda Roldán
- Lulú, de Frank Wedekin
- Tristana, de Benito Pérez Galdós
- La tumba de Antígona (1992), de María Zambrano
- Las amargas lágrimas de Petra von Kant, de Fassbinder, dirigida per Manuel Collado
- La chica del asiento de atrás (1983), de Bernard Slade
- Lorenzaccio, d'Alfred de Musset, en el paper de Lorenzaccio
- Fedra (1981), de Sèneca
- Lisístrata (1980), d'Aristòfanes
- Don Carlos, de Schiller, dirigida per José Carlos Plaza
- El adefesio (1976), de Rafael Alberti, dirigida per José Luis Alonso
- Cementerio de automóviles, de Fernando Arrabal, dirigida per Víctor García
- ¿Por qué corres Ulises? (1975) d'Antonio Gala
- Canta, gallo acorralado, de Sean O'Casey, sota la direcció d'Adolfo Marsillach
- Niebla, de Miguel de Unamuno
- Diario de Ana Frank
- Salomé, d'Òscar Wilde

### Televisió
- Estudio 1 (La muchacha sin retorno, Judith, La casa del viento, Raíces, Don Gil de las calzas verdes).
- El teatro, (Panorama desde el puente, 1976).
- La saga de los Rius (1976-1977).
- Eva a las diez (1977)
- Cañas y barro (1978).
- Los ricos también lloran (1979-1980)
- Las pícaras (1983)
- El jardín de Venus (1983-1984).
- Ninette y un señor de Murcia (1984).
- Delitti privati (1993)
- Dame un beso (2004)
- Mira quien baila (2007)
- Entre visillos de Carmen Martín Gaite amb direcció de Miguel Picazo.

A més de presentacions a TVE de nombrosos programes musicals (¡Señoras y señores!) i de cap d'any.